# Meloe xanthomelas
Meloe xanthomelas là một loài bọ cánh cứng trong họ Meloidae. Loài này được Solsky miêu tả khoa học năm 1881.